# Stella de Heij
Stella de Heij, född den 17 januari 1968 i Driehuis, Nederländerna, är en nederländsk landhockeyspelare.
Hon tog OS-brons i damernas landhockeyturnering i samband med de olympiska landhockeytävlingarna 1996 i Atlanta.